# Свети Георги (Сушица)
Вижте пояснителната страница за други значения на Свети Георги.
„Свети Георги“ (на македонска литературна норма: „Свети Ѓорѓи“) е православна църква в струмишкото село Сушица, Северна Македония. Част е от Струмишката епархия на Македонската православна църква – Охридска архиепископия.
Храмът е гробищен и е разположен в североизточната част на селото. Изграден е в 1918 – 1920 година. Храмът е трикорабна псевдобазилика с равен дървен таван на трите кораба.
Автор на иконите в църквата е видният български зограф Гаврил Атанасов.
В 1983 - 1984 година църквата е изградена наново.